# Nagygyörgy Zoltán
Nagygyörgy Zoltán (Szabadka, 1955. április 22. –) a vajdasági Horgoson élő képzőművész, grafikus, publicista, helytörténész és a harcművészetek mestere. Sokoldalú munkásságáért 2010. október 20-án átvehette Magyarkanizsa Pro Urbe díját.

## Életpályája
Id. Nagygyörgy Zoltán és Calbert Ida horgosi házaspár egyetlen gyermekeként született. Önmagáról úgy nyilatkozik, hogy elsősorban helytörténész, illetve okleveles karate mester és edző. Mindkettő nagy odaszánást igénylő hobbi, bár a karate már inkább szakmának számít életében – több mint négy évtizede műveli. Ez idő alatt oktatói oklevelet szerzett és Horgoson sikeres karate-iskolát működtet. A vajdasági Kjokusin karate szövetség alapítója és szakértői tanácsának tagja.
2008. december 13-án Székesfehérvárott elvégezte a Kodolányi János Főiskola és a Zürichi Egyetem Történelmi Tanszék közös levelezőtagozatát, történészi oklevelet szerzett.

### Képregény és illusztráció
A jugoszláv és ezen belül a szerb közvélemény számára azonban a leginkább mint képregényalkotó ismert. A kilencedik művészethez való viszonyulásában a humorisztikus-groteszk és karikatúra stílusát követi, mégpedig a francia/belga-iskola és különösképp Raymond Macherot egyedi stílusát, akit a képregény berkeiben csak mint "európai Disneyt" ismernek. Macherot halálhírére 2008-ban több szerbiai napilapban nekrológot írt.

A horgosi „Magyar Macherot” egy képregénytáblája

Miközben a szabadkai származású képregényrajzolók közül Leo Pilipović vagy a festők közül a szintén horgosi Fujkin István magára a csúcsra törtek, addig Nagygyörgy horgosi lakhelyén szerényen meghúzódott. Slobodan Ivkov (1959–) szerbiai publicista így ír erről: „1990 óta a (képregény) piac, röviddel az állam előtt, összeomlott és a képregényalkotók számára ez a véget jelentette. Másféle tehetséget kezdtek értékelni és támogatni. Ha ma egy picit is jobb lenne a könyvkiadás helyzete, Zoltánt egyértelműen nagy példányszámú – valószínűleg gyermek és ifjúság számra kiadott – magazinokban olvasnánk. Ami Pilipović volna a realisztikus stilizáció rajzművészetében, a »macherot« típusu groteszk területén Nagygyörgy lenne.” (példaként említett két kollégája külföldön érvényesült). Az általa kreált képregény a fiatalabb generációknál befutó lett volna – Eduard Petiška meséje nyomán rajzolt "Peti kalandja a gazdagsággal" című rajzregénye 2019-ben a Családi Kör vajdasági hetilapban újra megjelent. A történet egy kis verébről és madártársairól szól.

### Helytörténet és műemlékvédelem

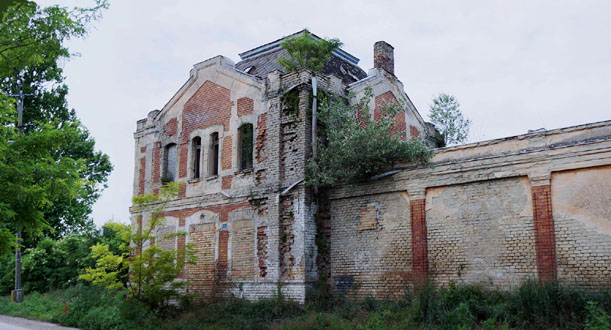
Az áldatlan állapotú Horgos–Kamarás vasútállomás 150 éves műemlék-épülete

Több munkája jelent meg helytörténet témakörben, a település központjában álló információs-tábla is Nagygyörgy munkája. Tagja a szegedi Csongrád Megyei Honismereti Egyesületnek. Erőfeszítéseket tesz a múlt ideológiailag motivált generációi által okozott hibák helyrehozatalára – kiállt az úrbéri korszak pompás épületeinek valamint azok parkjainak a helyreállításáért Horgoson és környékén, gyűjtőmunkája során a már lerombolt épületek méltatását, dokumentálását végzi. Emléktáblák – többek között a Délvidék első Kossuth-táblája – állításának, a Nepomuki Szent János kápolna és az általános iskola (Kárász-család alapította egykori árvaház) felújításának, hagyományos utcanevek visszaállításának kezdeményezője. Kiállt a Kárász és Reök család államosított, romlásra ítélt birtokainak, illetve a Kamarás–parkerdő – császári és királyi üdülő – környékén nagyon rossz állapotban lévő nyaralók megmaradásáért. Ezek egyikében délvidéki gyűjtőútja során Bartók Béla is megszállt. A szecessziós és eklektikus épületek egy része ugyan műemléki státust élvez, de semmi sem történik, az enyészetté válnak vagy átépítik őket. A védelemre szoruló kategóriába tartoznak a kegyhelyek és a pompás kamarási vasútállomás is, amely a történelmi Magyarország egyik első vasúti pályáján, 1869-ben emelt jelentős vasúttörténeti emlék. A Kamarás-erdő parkja a szerbiai törvények értelmében tájvédelmi körzet státust visel (IUCN V kategória) ezért végre fontolgatják az állomás felújítását is. A sok évig áldatlan állapotú Kárász-kastély részleges helyreállítását az elmúlt években kezdték meg.

### A Nagygyörgy család története
Családtörténetét így fogalmazza meg:
„Édesapám id. Nagygyörgy Zoltán (Horgos, 1928.01.29. – Törökkanizsa, 1989.06.11.) földbirtokos, ezüstérmes vadászmester, édesanyám Czalbert Ida (Horgos, 1922.08.28. – Zenta, 1997.12.10.) női divatszabó, szakácsmester, a helyi színjátszótársulat tagja (1940-1954). Ősszülőm, a lekenyei Nagygyörgy János Gömör vármegyében (ma Szlovákiában van) 1626. április 13-án II. Ferdinánd (1578-1637) magyar királytól lekenyei előnévvel címeres nemes levelet kapott, a törökök ellen vívott küzdelemért. 1723-ban Csongrád vármegye újraszerveződésekor a lekenyei Nagygyörgy családból Ferenc Szegedre költözött. Ükapám, Albert az 1860-as években költözött az egyik Horgos körüli tanyára.“

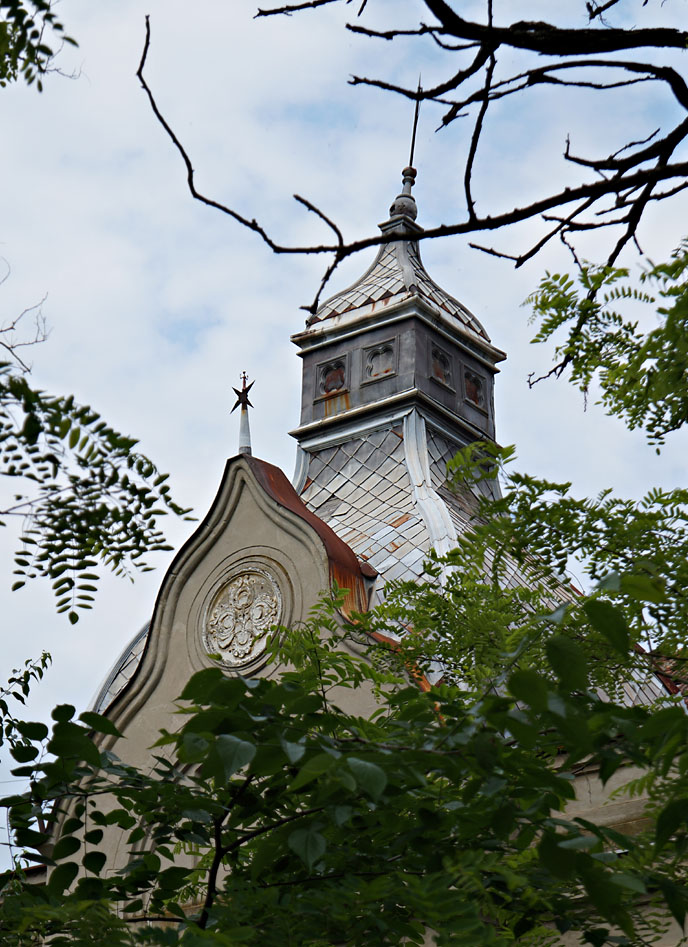
Elhanyagolt villa a Kamarás-soron. A még álló kultúrtörténeti emlékek közül csak egy védett.

### Sportkarrier
A Kjokusin karate vajdasági szervezetét 1989. június 11.-én Horgoson alapította, mégpedig a stílus megalkotója Ójama Maszutacu (1923—1994) mester személyes jóváhagyására. A harcművészet témájában a szerbiai "Karate ring" és "Crni pojas" (fekete öv) lapokba ír. Az évek során letette az oktató-mester (4. dan) fokozatát és a sportágban tanítványaival és munkatársaival számos sikert értek el.

## Művészeti és képregényalkotói pálya
Nagygyörgy önképzett művész, rajzolással – főként grafikával – kiskora óta foglalkozik. Első rajzát 1972-ben a Jó Pajtás gyermekújság közölte, majd munkái megjelennek az újvidéki Magyar Szó és Képes Ifjúság, a szabadkai Hét nap és Dolgozók lapokban, valamint a szabadkai "Sada", a szarajevói ABC Stripa és a Ju Strip (Gornji Milanovac) szakfolyóiratokban.
Máig több mint 100 önálló és közös tárlaton vett részt: Horgos 1972, 1973, 1974, 1977, 1980 (első önálló tárlat), 1982, 1984, 1985 és 1993; Magyarkanizsa 1973, 1974 és 1980 (önálló); Szabadka 1973, 1974, 1975, 1976, 1982, 1983, 1984, 1985 és 1986; Szeged 1984 és 1992 (önálló), Ada 1973 és 1974; Óbecse 1973 és 1974, Zenta 1974, Zombor 1984 és 1985, Zágráb 1973; Újvidék 1986 stb. Díjai: első helyezés Szabadka község képzőművészeti találkozóján 1973-ban, második 1974-ben a vajdasági középiskolák képzőművészeti versenyén Becsén. Első nagyobb sikere a "Yu Strip" folyóirat képregény-pályázatának első díja 1979-ben.
Képregényalkotásában a klasszikus francia bande dessinée (BD) stílusát követi, azon belül pedig Macherot (1924-2008) groteszk–antropomorf alakjainak technikáját. Tagja a Képregény-alkotók szerbiai társaságának (USUS).
Nagygyörgy 1979 óta grafikai szerkesztéssel és illusztrációval foglalkozik. Műhelyében turisztikai térképek és kulturális-informatikai táblák valamint könyvborítók, emblémák, heraldikák, védjegyek, italcímkék (pl. a horgosi "Bácska" gazdaság számára), harcművészeti piktogramok (a Crni Pojas és Karate ring folyóiratokban), diplomák (pl. a magyarkanizsai vadásztársaság oklevele), matricák stb. készültek, készülnek.

## Válogatott bibliográfia
- A népdalgyűjtés múltja Horgos-Kamaráson, Bácsország 2001. IX–XII. (111–113. o.) Grafoprodukt, Szabadka
- Horgosról megjelent könyvek, Bácsország 2001. IX–XII. (122. o.) Grafoprodukt, Szabadka
- Vile za sve vekove (interjú szerbhorvát nyelven). Subotičke novine (Szabadkai ujság) 2001. jún. 1. 17. o.
- Az eltűnt Kamaráserdő nyomában. Bácsország 2000. millenniumi szám (49–52. o.) Grafoprodukt, Szabadka
- Miskolci Magdolna: Fordítsunk gondot örökségünkre (riport), Magyar Szó 2002. augusztus 11. (14. o.), Újvidék
- Beszélő múltunk (helytörténet), Újvidék, 1995 – szerkesztette, borítótervvel és 300 könyvillusztrációval
- Horgosi képeslapok (4 típus), 2002, nyomtatva a szerző koncepciója szerint és fotóiból. Grafoprodukt, Szabadka
- A horgosi borvidék története I–III. (cikksorozat), Hét Nap 2003. 05. 21. – 2003. 6. 4, Szabadka (14. o.)
- A világ első Kossuth utcája. Magyar Szó (Hétvége rovat, 3. o.) 2004. 03. 13, Forum, Újvidék
- Horgos helytörténet kutatása és kultúrájának helyzetképe. Bácsország 2002. IV–VI. (118–121. o.) Grafoprodukt, Szabadka
- Propast pred očima naslednika (interjú szerb nyelven). Dnevnik 16. 01. 2005 (p. 8), Novi Sad – Újvidék
- Horgosi kalauz, brosúra (24 oldalon, a szerző kidolgozásában) 2005 június 3. Dániel Print, Újvidék
- Horgos térképe (autentikus utcanévjegyzékkel) 2006 január 5. Dániel Print, Újvidék
- Bartók Horgoson. 2006 aug. 27, Szegedi Műhely II. szám (1–5. o.) Somogyi Könyvtár, Szeged
- Ismerjük-e történelmünket és a nemzeti ünnepeinket? Magyar Szó, 2007. 03. 17. (9 o.), Újvidék
- Hajdú Ildikó: A Móra Ferenc Múzeum Évkönyve – 8. szám, 2007. Nagygyörgy Zoltánról (riport). Történeti Muzeológiai Szemle 7, 365. o. Budapest
- Jelzett nemzetközi turistautak Észak-Bácskában (plakát és 12 oldalas brosúra, a szerző munkái), 2007. szeptember 8. Grafoprodukt, Szabadka
- Nagygyörgy Zoltán: A Fejérváry és Kárász család nemes cselekedetei. A Móra Ferenc Múzeum Évkönyve: Studia Hungarica 11. Szeged, 2008 (archivált)
- M. Mitrović: Nekadašnjem sjaju neophodan spas (interjú szerb nyelven). Caffe Vojvodina, Adrum – Novi Sad (38–40. o.) 2004. december 1.
- Ötvenéves (lenne) a Buksi (Közelkép rovat, 11. o.) Magyar Szó, 2008. 09. 25, Forum, Újvidék
- Horgos születésnapja. Horgosi Kisújság, 4–5. o. Horgos, 2008. december
- Ilija Tucić: Selo moje lepše od Pariza – Horgoš (interjú szerb nyelven). Vojvođanski magazin, 2008. november 26–31. o, Petrovaradin – Pétervárad
- 50 éves volna a Buksi. Hét Nap online 2008. 06. 11. LXIII. évf. 24. szám.
- 90 év után itthon. [2019. március 1-i dátummal az eredetiből archiválva]. (Hozzáférés: 2021. október 13.) Hét Nap Szabadka, 2012. 10. 31,